# Сумгаитский каньон
Сумгаитский каньон (азерб. Sumqayıt kanyonu) или Сумгайычайский каньон — памятник природы, расположенный в части потока реки Сумгаит. Каньон расположен на обратной стороне полигона для бытовых отходов города Сумгаит. Этот каньон считается потенциальным местом для туризма в Сумгаите.
Через Сумгаитский каньон протекает нижнее течение реки Сумгаит перед впадением в Каспийское море. В этой части русло реки довольно хрупкое. Земля состоит из глины и песка, что увеличивает разрушительную силу реки. Это позволяет реке легко углубить свою русло.
Активность эрозии каньона довольно высока. Благодаря атмосферным осадкам, солнечной радиации и активности ветра, каньон приобретает таинственный вид. По мере продолжения процесса шкала выветривание постоянно увеличивается,
Высота и ширина каньона варьируются в зависимости от места где он течет. Средняя высота составляет от 10 до 15 метров (33-49 футов), а ширина колеблется от 30 до 50 метров.

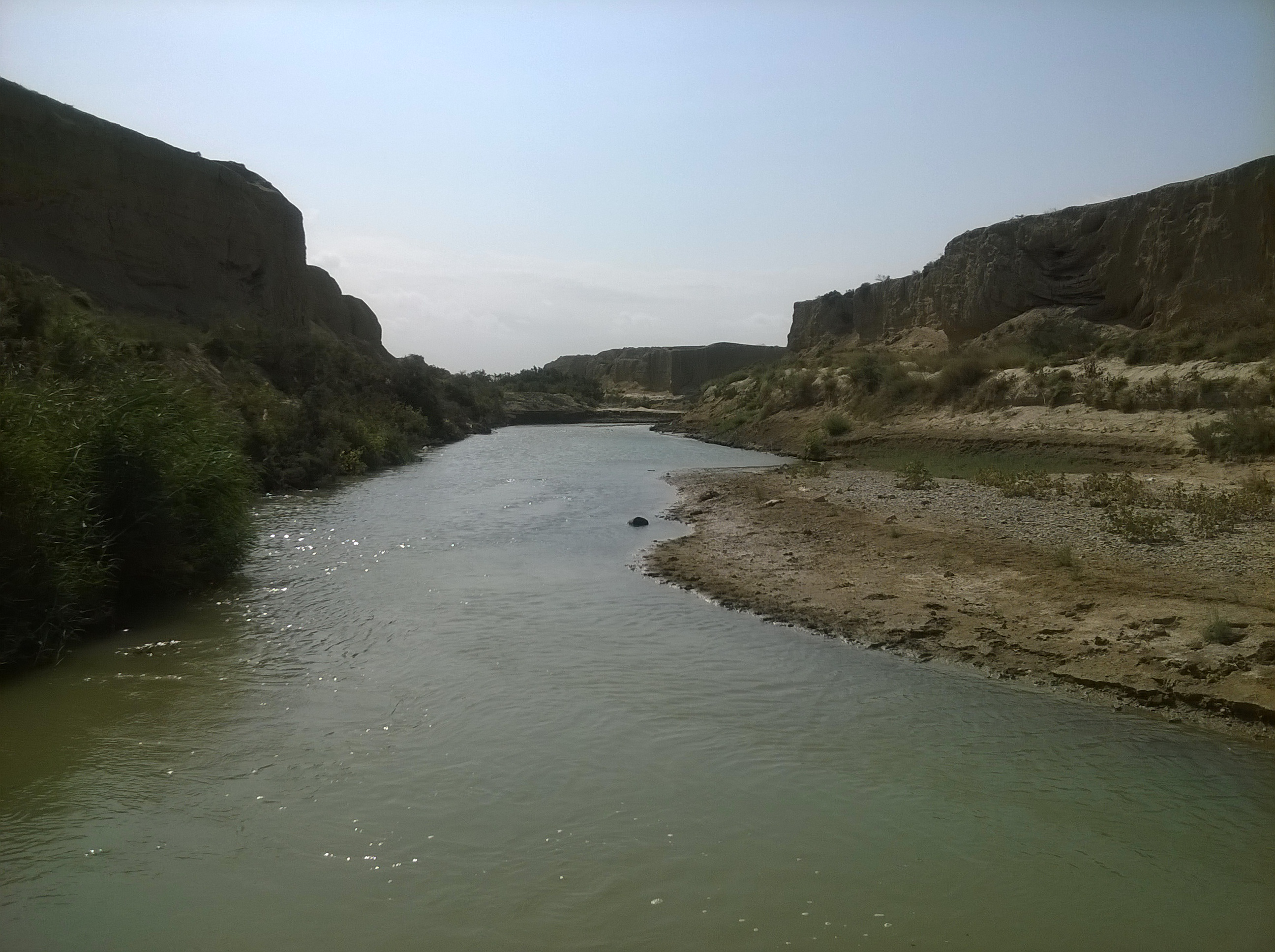
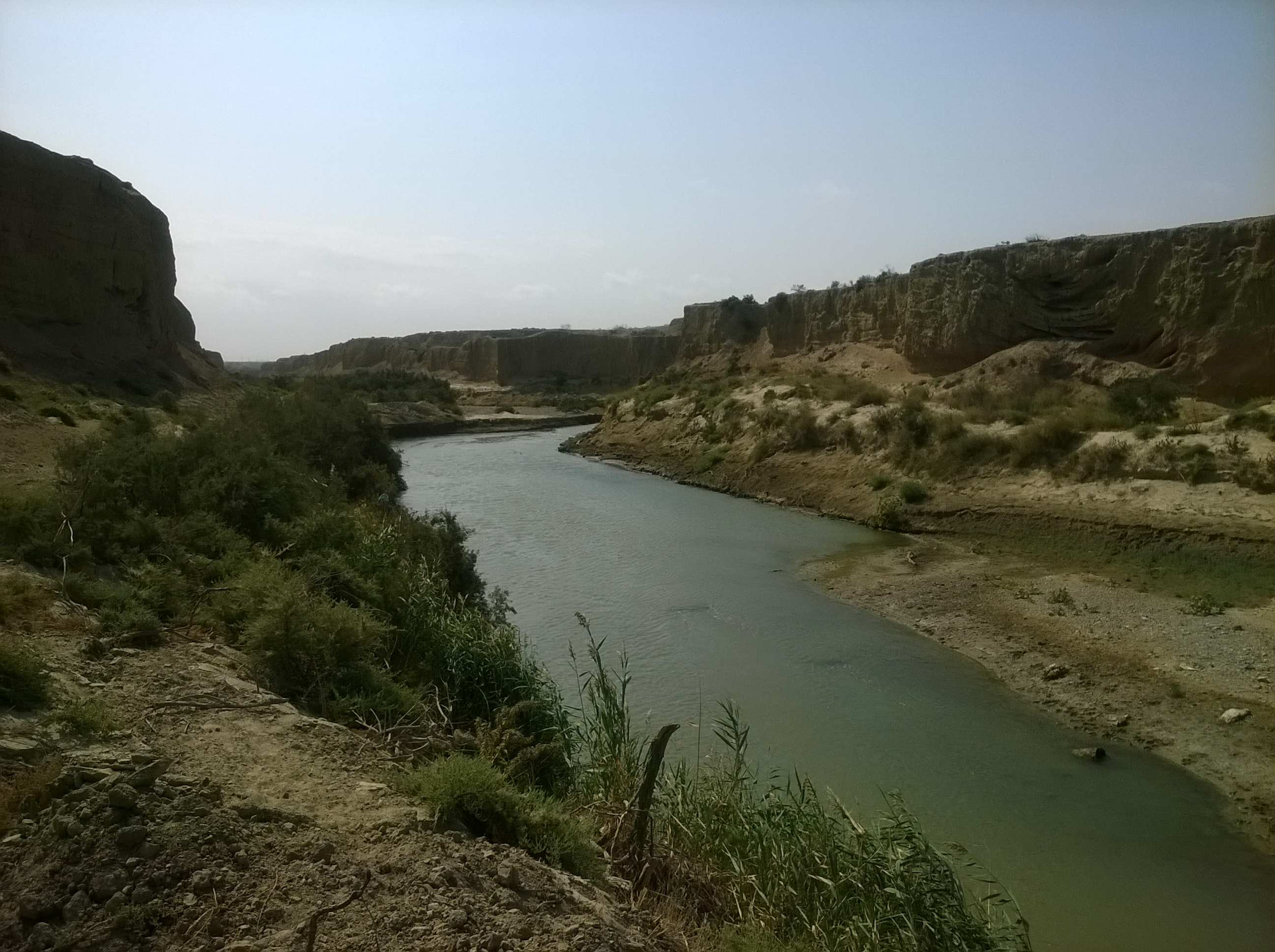
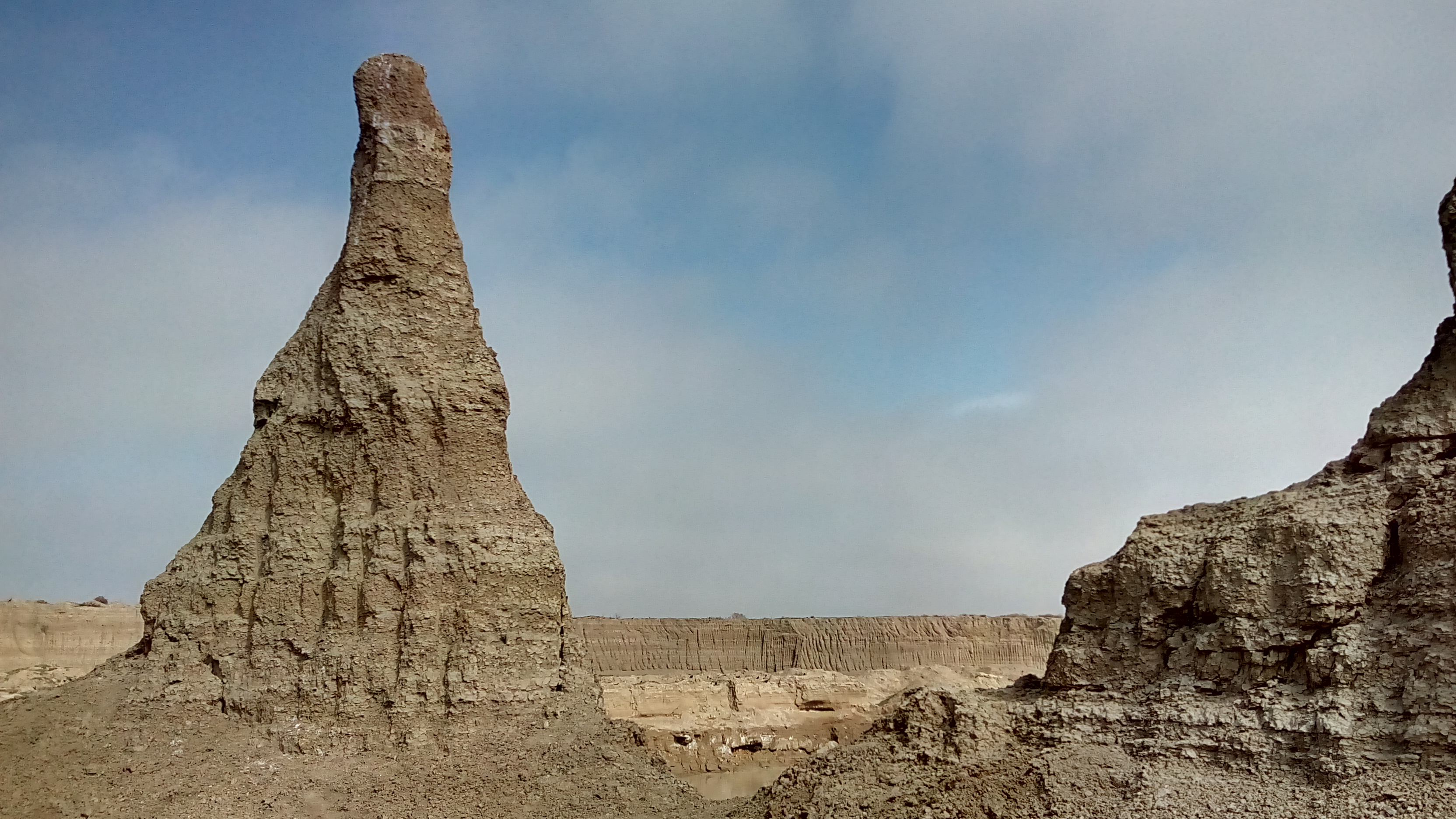
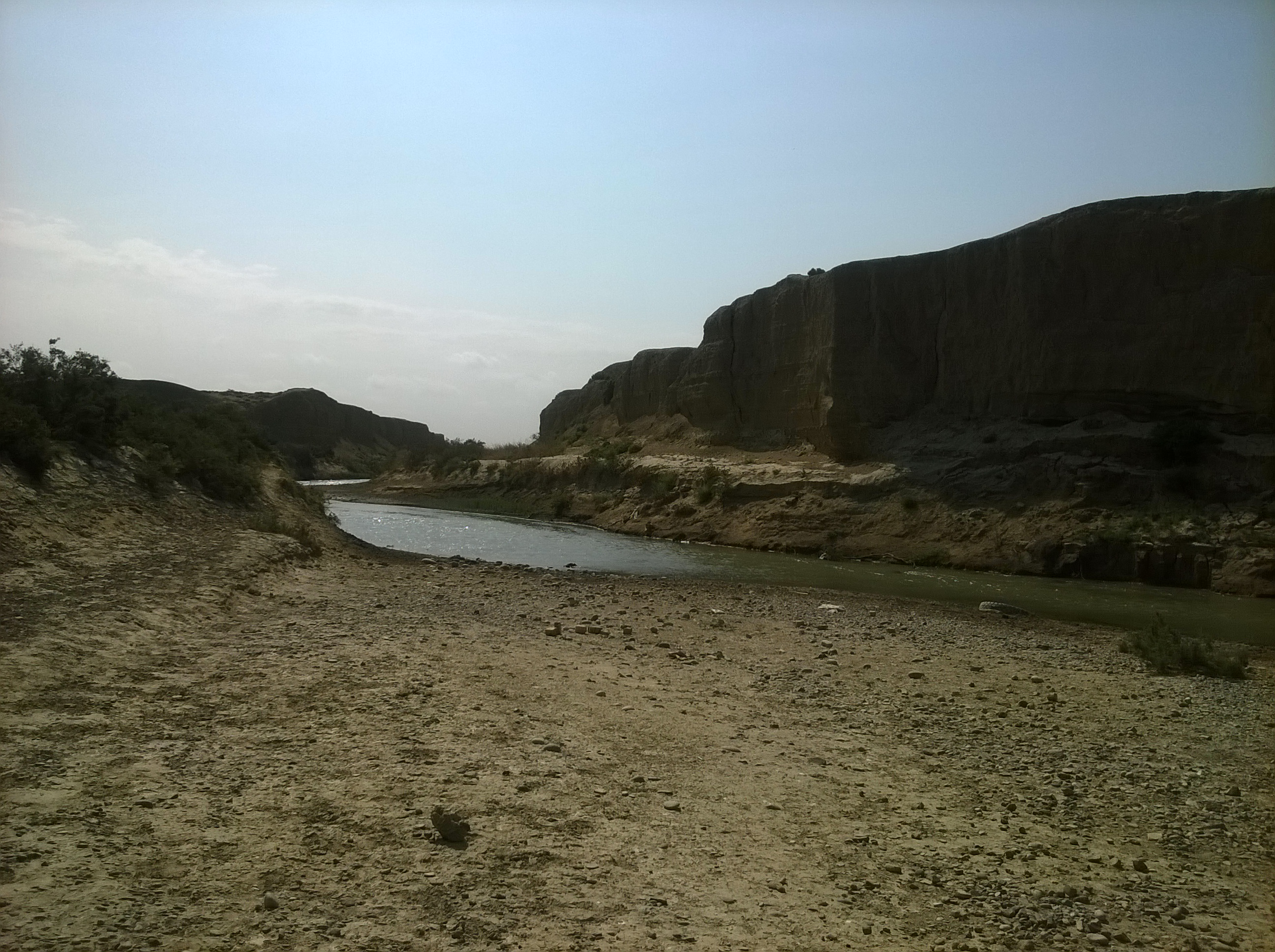
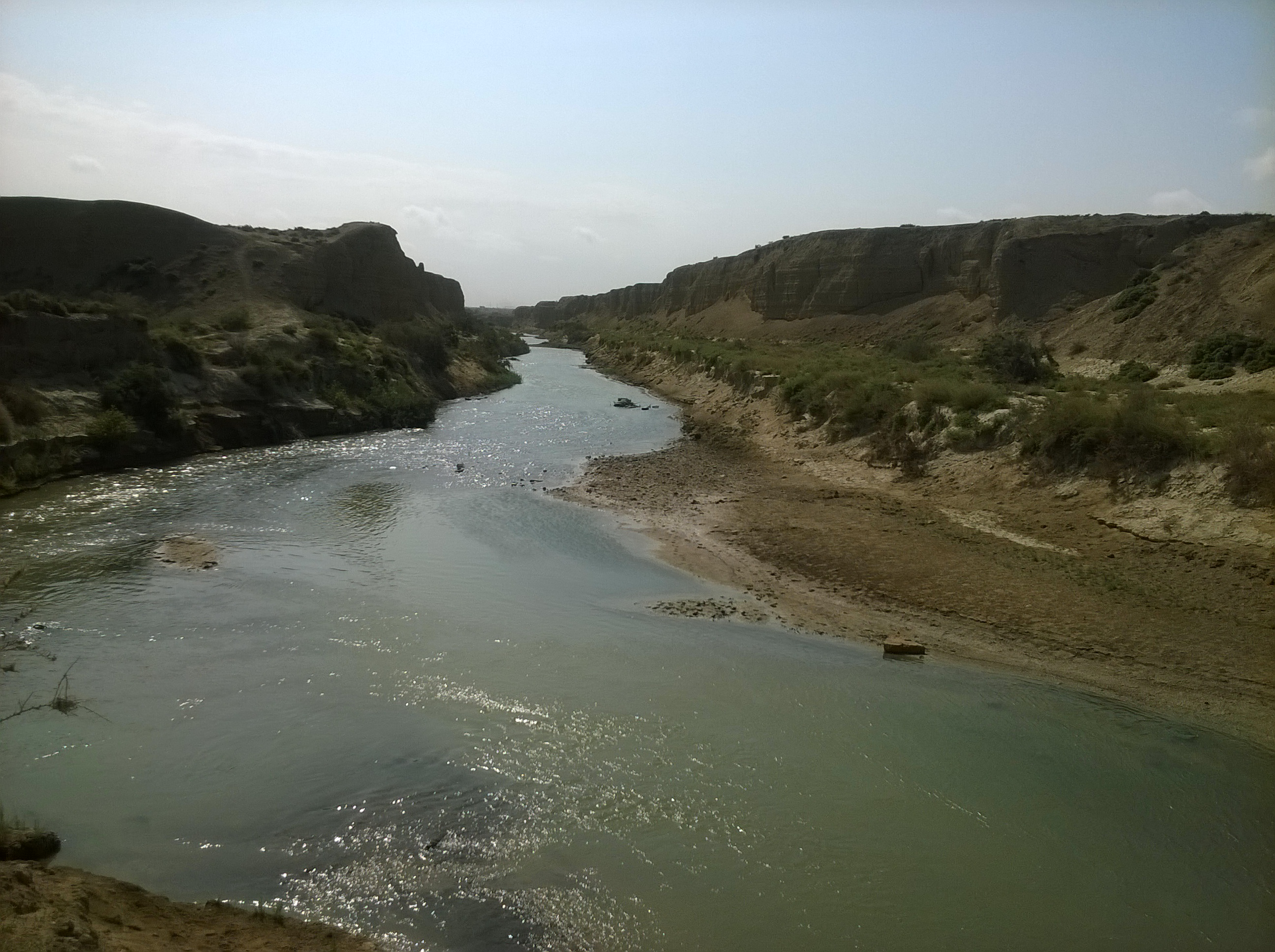